# Martín Reyna
Martín Reyna es un futbolista mexicano. 
Jugó en la selección de fútbol de México que participó en la Copa Mundial de Fútbol Juvenil de 1983, jugando contra Escocia, Corea del Sur y Australia.

## Participaciones Selección Sub-20
| Copa                                   | Sede   | Resultado     | Partidos | Goles |
| -------------------------------------- | ------ | ------------- | -------- | ----- |
| Copa Mundial de Fútbol Juvenil de 1983 | México | Primera Ronda | 3        | 1     |